# Дети капитана Гранта
«Де́ти капита́на Гра́нта» (фр. Les Enfants du capitaine Grant) — приключенческий роман французского писателя Жюля Верна.
Роман состоит из трёх частей, в каждой из них главные герои повествования — лорд и леди Гленарван, майор Мак-Наббс, Жак Паганель, Мэри и Роберт Грант, Джон Манглс — в поисках потерпевшего кораблекрушение капитана Гранта путешествуют вокруг Земли по Южной Америке через Патагонию, по Австралии и Новой Зеландии, строго придерживаясь 37-й параллели южной широты.

## История публикации
Роман впервые был полностью опубликован в 1868 году, до этого он частями публиковался в Magasin d'Éducation et de Récréation, издававшемся Пьер-Жюлем Этцелем в Париже, с 20 декабря 1865 по 14 декабря 1867 года.
Это первая часть трилогии, которую продолжили романы:
- «Двадцать тысяч льё под водой» (1869—1870);
- «Таинственный остров» (1874).

## Сюжет
26 июля 1864 года матросы паровой яхты «Дункан» лорда Эдуарда Гленарвана в водах Шотландии поймали рыбу-молот, внутри которой нашли бутылку с письмом на трёх языках: английском, немецком и французском. Хотя вода сильно испортила текст, удалось разобрать, что шотландское  судно «Британия», пропавшее за два года до этого, потерпело крушение, после которого в живых остались три человека: капитан Грант и двое матросов — и что они находятся на 37°11' южной широты. Долготу же места крушения определить из письма не удалось.

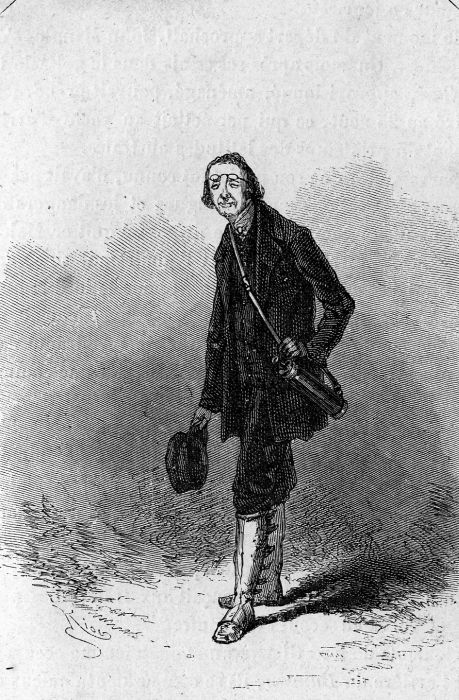
Жак Паганель

В замок Гленарвана приезжают сын и дочь капитана Гранта в надежде узнать что-то об отце. После отказа Адмиралтейства леди Элен убеждает мужа отправиться на поиски капитана на яхте «Дункан»
Гленарван со своей женой, его кузен майор Мак-Наббс, Роберт и Мэри Грант отправляются в плавание. Яхтой командует капитан Джон Манглс. Уже в море на судне обнаруживается лишний пассажир — известный французский географ Жак Паганель. По заданию географического общества он направлялся в Индию, но по рассеянности сел не на то судно. Герои считают, что капитана Гранта можно отыскать, если следовать вдоль всей 37-й параллели южной широты через Патагонию. Яхта пересекает Атлантический океан, проходит через Магелланов пролив в Тихий океан и идёт на север до Патагонии, к месту её пересечения с 37-й параллелью. Лорд Гленарван, Мак-Наббс, Паганель, Роберт Грант, помощник капитана Том Остин и двое матросов высаживаются на западном берегу Южной Америки. «Дункан» уходит к восточному берегу Южной Америки, чтобы, обойдя мыс Горн проливом Дрейка, встретить путешественников у Коррьентес.
Отряд с большим трудом пересекает Патагонию, следуя по 37-й параллели. Затем путешественники плывут на восток, пересекают Индийский океан, посещая по пути острова Тристан-да-Кунья и остров Амстердам, лежащие на 37-й параллели, но безрезультатно. Яхта попадает в страшный шторм и ломает лопасть винта, но находит убежище в бухте на юго-востоке Австралии. Местный житель по имени Айртон, заявляет, что он был боцманом на «Британии» и что она погибла на восточном берегу Австралии.
Герои решают пересечь Австралию по 37-й параллели и приглашают Айртона стать проводником в экспедиции. Леди Гленарван, Мэри Грант, капитан Джон Манглс, Олбинет (стюард «Дункана») и несколько матросов присоединяются к экспедиции. Отряд попадает в болота реки Сноуи, лошади экспедиции падают одна за другой. Местных жителей терроризирует банда беглых каторжников, которыми командует некий Бен Джойс. Мак-Наббс разоблачает Айртона, назвав его по второму имени — Бен Джойс. Боцман заманил экспедицию в болота, чтобы захватить «Дункан» и заняться пиратством. Айртон скрывается. Один из матросов вызывается передать письмо Гленарвана помощнику капитана Тому Остину, но каторжники перехватывают гонца. Добравшись до Идена, Гленарван отправляет телеграмму в Мельбурн и узнаёт, что Остин, получив приказ, увёл судно из Мельбурна. Яхта, очевидно, попала в руки бандитов.
Путешественники садятся на торговое судно «Маккуори» и отправляются в Новую Зеландию. Корабль терпит крушение. Герои попадают в плен к маори, кровожадные туземцы собираются казнить путешественников. Герои убегают и укрываются на священной горе, где похоронен вождь маори. Там они встречают Паганеля, который бежал из плена другого племени. Найдя на берегу лодки туземцев, герои выходят в открытое море, их догоняют лодки маори. Неожиданно на горизонте появляется «Дункан», который меткими выстрелами отгоняет туземцев. Роберт замечает у борта Остина. Выясняется, что Паганель, написав письмо за раненого Гленарвана, по рассеянности направил его вместо восточного побережья Австралии к побережью Новой Зеландии. Узнав об этом, Айртон попытался подбить команду на мятеж и был взят под стражу. Взамен на обещание лорда оставить его на одном из безлюдных островов Тихого океана Айртон рассказывает, что Грант высадил его на берегу Австралии. Гленарван решает высадить Айртона на острове Табор, который также лежит на 37-й параллели южной широты. На берегу герои встречают капитана Гранта и двоих его матросов.

### Персонажи
- Гарри Грант — капитан судна «Британия»
- Роберт Грант — сын капитана Гранта
- Мэри Грант — дочь капитана Гранта
- Эдуард Гленарван — шотландский лорд, владелец яхты «Дункан»
- Элен Гленарван (урожденная Туффнел) — супруга лорда Гленарвана, дочь известного шотландского путешественника Туффнеля
- Жак Элиасен Франсуа Мари Паганель — известный французский географ и невероятно рассеянный человек
- Майор Мак-Наббс — двоюродный брат лорда Гленарвана
- Джон Манглс — капитан яхты «Дункан»,
- Том Айртон — боцман с «Британии», предводитель банды австралийских каторжников
- Том Остин — помощник капитана
- Вильсон — матрос
- Мюльреди — матрос, в Австралии был тяжело ранен Айртоном
- Гаукинс — рулевой на «Дункане»
- Олбинет — стюард на «Дункане»
- Миссис Олбинет — горничная леди Гленарван
- Талькав — индеец, спасший жизнь Роберту Гранту
- Таука — лошадь Талькава, чрезвычайно умное и послушное животное
- Мануэль Ифарагер — комендант форта Независимый
- Падди О’Мур — ирландский колонист Австралии
- Каи-Куму — вождь маори, в переводе — «тот, кто пожирает врага»
- Кара-Тете — «вспыльчивый», вождь маори, убит лордом Гленарваном
- Тогонга — верховный жрец маори, расстрелян англичанами
- Толине — австралийский туземный мальчишка, считает, что весь мир принадлежит Британской империи
- Билл Галлей — хозяин судна «Макари»
- Мишель и Сенди Патерсоны — братья, богатые австралийские скотоводы
- Боб Лирс и Джо Белл — два матроса, потерпевшие крушение вместе с капитаном Грантом
- Мисс Арабелла — кузина майора Мак-Наббса, ставшая женой Паганеля
- Хальбер — управляющий лорда Гленарвана

### Внутренняя хронология романа и продолжения
Позднее, включив роман в трилогию, автор столкнулся с расхождением в датах.
— Губернатор Джонсон? — воскликнул  Паганель. — Преемник великого и доброго Линкольна, убитого безумным фанатиком — сторонником рабовладельцев?
Президент США Авраам Линкольн был убит 15 апреля 1865 года; его преемником стал вице-президент Эндрю Джонсон, бывший ранее губернатором штата Теннесси. Однако Паганель произнес эти слова, согласно тексту романа, 29 или 30 декабря 1864 года («Первая награда по географии», 13-я глава II части).
Следующий роман «20 000 льё под водой» начинается в 1867 году. Третий роман — «Таинственный остров» — начинается во время гражданской войны в Америке в 1865 году, до убийства Линкольна. Герои этой книги проводят на острове 4 года, то есть покидают его в 1869 году — и при этом найденный ими Айртон был брошен на острове Табор 12 лет назад, а со времени «20 000 льё под водой» проходит как минимум 6 лет или больше, причём герои уже читали опубликованный отчёт пленника-француза профессора Аронакса из второго романа. Поэтому, во избежание временных противоречий в рассказе Айртона, в третьей книге события первой книги датируются не 1864-м, а 1854-м годом. Данная нестыковка объясняется тем, что замысел соединить в «Таинственном острове» сюжетные ветви «Детей капитана Гранта» и «Двадцати тысяч лье» пришёл к автору уже во время работы над третьим романом.

## Экранизации
- 1913 год — «Дети капитана Гранта», утраченный немой короткометражный фильм, Франция
- 1936 год — «Дети капитана Гранта», реж. Владимир Вайншток, СССР.
- 1962 год — «В поисках потерпевших кораблекрушение[англ.]», реж. Роберт Стивенсон, США.
- 1970 год — «Los sobrinos del Capitán Grant», испанский музыкальный телефильм, экранизация одноимённой сарсуэлы 1877 года.
- 1986 год — «В поисках капитана Гранта», реж. Станислав Говорухин, советско-болгарский 7-серийный телефильм.
- 1996 год — «В империи орлов», реж. Донован Скотт, германско-российский 8-серийный телефильм.
- 2012 год — «Los sobrinos del Capitán Grant», испанский музыкальный телефильм

## Переводы на русский язык
Известные авторы переводов:
- Марко Вовчок, 1868 год
- Анонимное издание 1888 года. Переводчиком был Юлий Антоновский, о чём он сам сообщает в автобиографии.
- Перераб. для детей под ред. М. Леонтьевой. — Одесса: Одесполиграф, 1928
- В собрании соч. в 23 томах (1927—1931). Пер. с франц. под ред. О. Колесниковой.
- Александра Бекетова (не позднее 1923 г.; вероятно дореволюционный)
- Игнатий Петров, 1934
- А. Бекетова, под редакцией Н. Коган, 1955 (выполнен для собр. соч. в 12 томах)
- А. Бекетова, научный редактор Н. Г. Дубровская, 1979
- А. Бекетова, редактор тома Е. Н. Любимова (сведение редактур Коган и Дубровской), т. 4 из 8-томного собрания сочинений издательства «Правда» (1985)
- Современные редакции на основе перевода Бекетовой